# Markklokrypare
Markklokrypare (Pselaphochernes dubius) är en spindeldjursart som först beskrevs av O. Pickard-Cambridge 1892.  Markklokrypare ingår i släktet Pselaphochernes och familjen blindklokrypare. Arten är reproducerande i Sverige. Inga underarter finns listade i Catalogue of Life.